# 대한민국 형사소송법 제291조의2
대한민국 형사소송법 제291조의2는 증거조사의 순서에 대한 형사소송법의 조문이다.

## 조문
제291조의2(증거조사의 순서) ① 법원은 검사가 신청한 증거를 조사한 후 피고인 또는 변호인이 신청한 증거를 조사한다.
②법원은 제1항에 따른 조사가 끝난 후 직권으로 결정한 증거를 조사한다.
③법원은 직권 또는 검사, 피고인·변호인의 신청에 따라 제1항 및 제2항의 순서를 변경할 수 있다.
[본조신설 2007.6.1.]

## 참고 문헌
- 손동권 신이철, 새로운 형사소송법(초판, 2013), 세창, 2013. ISBN 9788984114081